# Легранден
Легранден (фр. Legrandin) — один из основных персонажей цикла романов Марселя Пруста «В поисках утраченного времени» (далее — «Поиски»).

## Легранден в «Поисках»
Легранден, состоятельный буржуа, инженер и писатель, впоследствии присвоивший себе фальшивый титул «граф де Мезеглиз», брат маркизы Рен-Элоди де Говожо; «совершенный образчик вульгарного сноба».
В детских воспоминаниях Рассказчика Легранден, знакомый его родителей по летнему пребыванию в Комбре, поначалу считался у них «образцом благородства и деликатности, натурой исключительной». Однако достоинства Леграндена оказались сильно преувеличенными, и вскоре мнение о нём изменилось. Бабушке Рассказчика не нравилось в нём то, «что он уж слишком красиво говорил, чересчур книжным языком… Ещё её удивляли пламенные и частые его тирады против аристократии, против светского образа жизни и снобизма… она полагала, что не очень-то красиво со стороны Леграндена, сестра которого была замужем за нижненормандским дворянином, проживавшим близ Бальбека, так яростно нападать на благородное сословие». После того, как выяснилось, что Легранден — сноб и краснобай, и «озабочен лишь страстным и неутолённым желанием свести знакомство с герцогиней Германтской и всей знатью округи», родные Рассказчика «разочаровались в Леграндене и отдалились от него».
Витиеватые и бессодержательные монологи Леграндена, на первых порах доставлявшие удовольствие маленькому Марселю, не смогли скрыть и от него истинных предпочтений своего взрослого собеседника: «Я чувствовал… что Легранден не вполне искренен, уверяя, будто он не любит ничего, кроме церквей, лунного света и юности; он очень любил знать, и так велика была его боязнь произвести на неё неблагоприятное впечатление, что он умалчивал о том, что у него есть приятели среди мещан: сыновья нотариусов или биржевых маклеров».
Легранден является одним из персонажей, «речевые несуразицы которого писатель специально подчеркивает», и годы спустя поседевший сноб Легранден предстает юноше-Рассказчику уже в нелепом, комическом образе. Встретив Марселя на парижской улице, он восклицает: «Шикарный мужчина, да ещё в сюртуке! Моя независимость не сумела бы приноровиться к этой ливрее. Впрочем, вам нужно быть светским человеком, делать визиты! А чтобы как я, помечтать у какой-нибудь полуразрушенной гробницы, вполне сойдут мой галстук „бабочкой“ и пиджак… Раз вы способны пробыть хоть мгновение в тошнотворной атмосфере салонов, где бы я задохнулся, вы навлекаете на своё будущее осуждение, проклятие Пророка! Я убеждён: вы водитесь с „прожигателями жизни“, вращаетесь среди знати; это порок нынешней буржуазии. Ох уж эти аристократы!.. Когда вы отправитесь на какой-нибудь файвоклок, ваш старый приятель будет счастливее вас: один-одинёшенек, где-нибудь в пригороде, он будет наблюдать восход розовой луны в фиолетовом небе… Прощайте и не сердитесь на неисправимую откровенность крестьянина с Вивоны, который так грубым мужиком и остался». Однако тем же днём случай вновь сводит их — в аристократическом салоне маркизы де Вильпаризи, куда Легранден является незваным назойливым посетителем. Рассказчик хотел поздороваться с ним, но тот старался держаться от него подальше из боязни, что до Марселя может донестись «та лесть, какую он в изысканнейших выражениях по всякому поводу расточал маркизе Вильпаризи».
И все же, несмотря на снобизм, Легранден был способен на дружеские чувства. Когда мать Рассказчика приехала в Комбре ухаживать за умирающей тётей и провела там несколько месяцев, жизнь ей во всём облегчал Легранден, проявляя доброту и самоотверженность: «он шёл на всё, откладывал со дня на день свой отъезд в Париж, хотя с бабушкой был в далёких отношениях, — просто потому, что больная — друг моей матери, а во-вторых, потому что — это он чувствовал — безнадёжно больную трогают её заботы и обойтись без них она не в силах. Снобизм — тяжелая душевная болезнь, но охватывает она определённую область души, а не всю целиком».
Неожиданная женитьба его племянника, юного маркиза Леонора де Говожо на удочеренной бароном де Шарлю племяннице жилетника Жюпьена дала постаревшему Леграндену возможность обрести долгожданное положение в свете. «Однако, чуть достигнув признания в обществе, он перестал пользоваться его плодами. И не только потому, что теперь, когда он был принят повсюду, не испытывал удовольствия от приглашений; причина заключалась в том, что из двух пороков, издавна боровшихся в нём, наименее естественный, то есть снобизм, отступил перед другим, куда более неподдельным». Этот порок, разделяемый его новым родственником де Шарлю, проявлялся в их облике по-разному: барон «толстел и становился всё медлительнее, а Легранден становился всё более стройным и подвижным — противоположные следствия одной и той же причины». У стремительности Леграндена была ещё и причина психологическая. Он имел обыкновение посещать дурные места и «опасающийся быть замеченным, когда он будет туда входить или выходить оттуда, заимел обыкновение проникать в дверь только как бы под напором порыва ветра, прыжком, а затем тотчас отходить в сторонку и прятаться за чужие спины». Одним из его избранников стал Теодор, бывший приказчик из бакалейной лавки в Комбре. Служанка Рассказчика Франсуаза, нисколько не заблуждаясь относительно характера их отношений, «решительно осуждала Теодора, который водил за нос Леграндена».
В день завершения основной сюжетной линии «Поисков» вернувшийся в Париж после длительного отсутствия Рассказчик на приёме у принца Германтского встречает седовласого отшельника, «в которого превратился Легранден». Потеряв надежду нравиться, он перестал пытаться приукрасить свое лицо: «Исчезновение с его губ и щёк розовых красок, которые, по правде сказать, всегда казались мне искусственными, придало его лицу сероватый оттенок, а ещё — скульптурную отточенность статуи, черты вырезанного из камня изваяния казались удлинёнными и угрюмыми, как у некоторых египетских богов. Хотя, скорее, это был даже не бог, а привидение. Мало того, что он перестал теперь румяниться, он перестал также смеяться, сверкать глазами, поддерживать изысканную беседу».
Размышляя о своём собственном жизненном пути и удивительном, на первый взгляд, проникновении сына буржуа в круг высшей аристократии, Рассказчик приходит к выводу, что «этот социальный феномен не был столь уж уникален»:

«Без сомнения, поскольку следует всё же принимать во внимание некоторые исключительные обстоятельства и индивидуальные черты характера, совершенно особыми способами проникли в эту среду Легранден (благодаря странной женитьбе своего племянника), появилась здесь дочь Одетты, оказались здесь Сван и, наконец, я сам. Что касается меня, проведшего свою жизнь в затворничестве, наблюдая её изнутри, жизнь Леграндена, казалось, не имела с моей ничего общего и шла по противоположному пути, как речка, текущая по глубокой лощине, не замечает другой речки, протекающей рядом, которая, тем не менее, несмотря на все излучины и петли течения, впадает в тот же водный поток. Но с высоты птичьего полёта… можно было заметить, что множество людей, вышедших из одной среды, описанию которой было посвящено начало этого рассказа, заняли видное положение в другой, совершенно от неё отличной».

## В экранизациях
- Матьё Мари (Mathieu Marie) — «В поисках утраченного времени» Нины Компанеец (2011)